# Glacier (établissement)
Pour les articles homonymes, voir Glacier (homonymie).

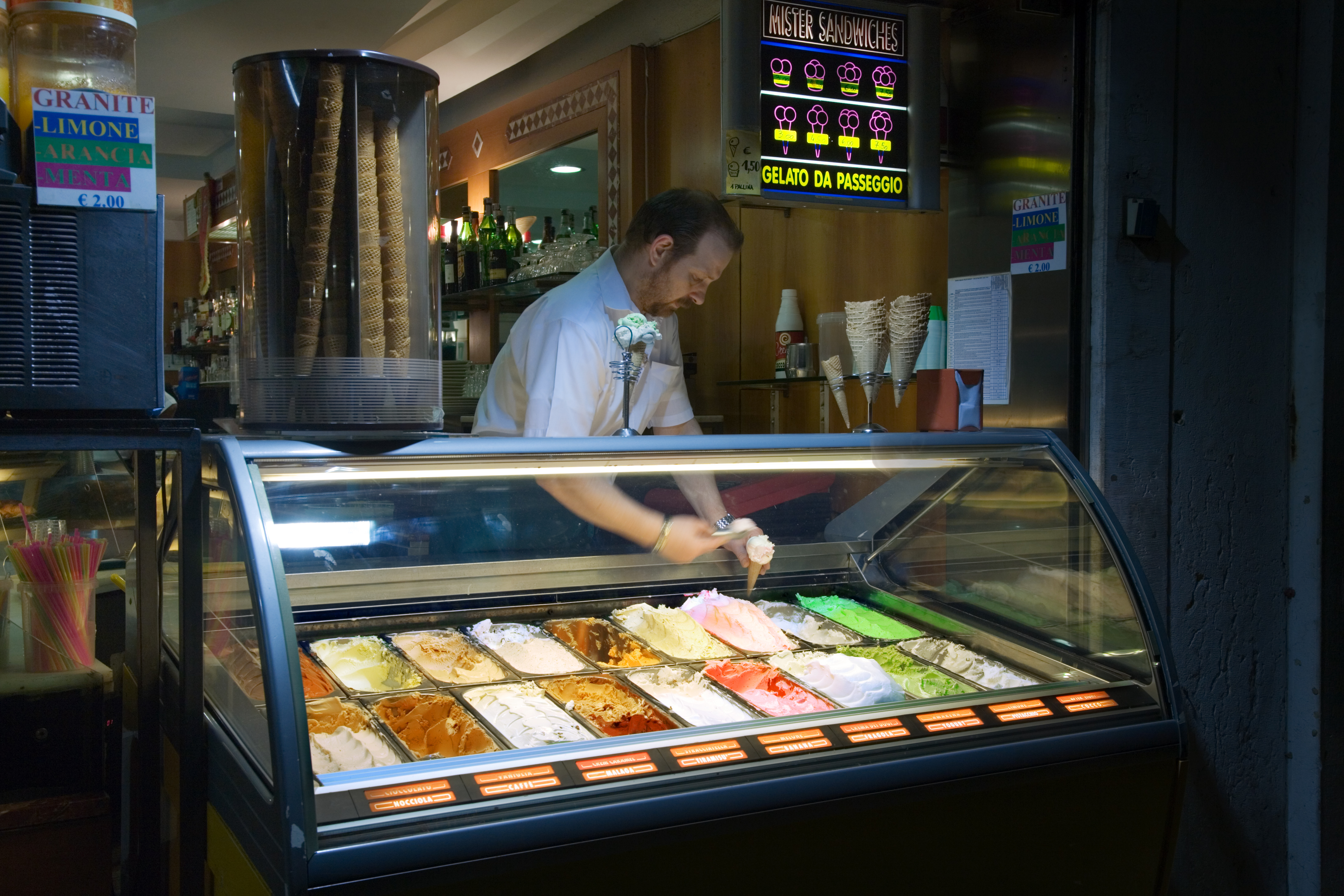
Gelato servi dans une gelateria à Venise (Italie).

Les glaciers sont des commerces qui vendent de la crème glacée, du gelato, du sorbet ou du yaourt glacé aux consommateurs.
La crème glacée est typiquement vendue sous forme de crème glacée ordinaire, parfois de crème glacée molle, qui est habituellement distribuée par une machine avec un nombre limité de parfums (par exemple, chocolat et vanille). Les glaciers proposent généralement un certain nombre de parfums et d'articles. Les commerces servent souvent la crème glacée et d'autres desserts glacés dans des cornets, des gobelets ou des coupes, ces deux derniers se mangeant avec une cuillère. Certains glaciers préparent des desserts glacés tels que des sundaes (crème glacée nappée de sirop, de crème fouettée et d'autres garnitures) ou des milkshakes, ou même un mélange (connu sous le nom de Boston shake).

## Histoire

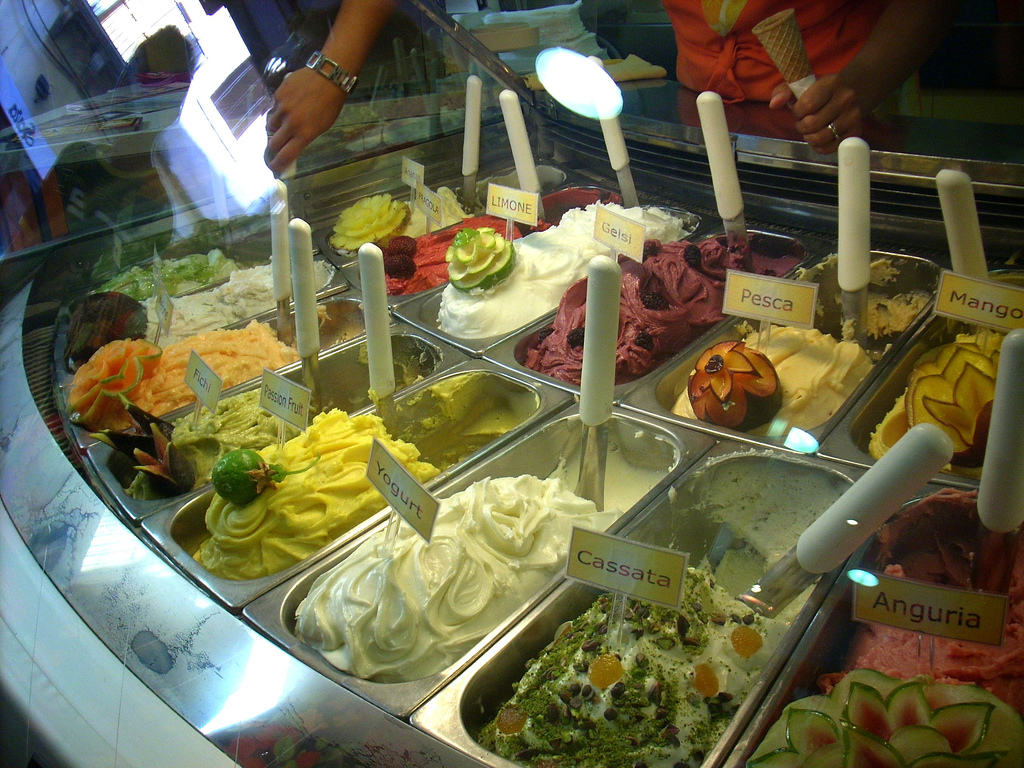
Sélections de gelato dans une gelateria sicilienne

Bien que les origines de la crème glacée soient souvent débattues, la plupart des spécialistes font remonter le premier glacier à la France du XVIIe siècle. En 1686, Francesco Procopio del Coltelli ouvre le premier café de Paris. Le Café Procope, nommé par son fondateur sicilien, introduit le gelato auprès du public français. Le dessert est servi à ses invités de marque dans de petits bols en porcelaine.
Selon une source, le premier glacier américain ouvre à New York en 1790. Au début des années 1800, une forme primitive de glacier américain existe à Philadelphie, en Pennsylvanie, qui vend « toutes sortes de rafraîchissements, comme de la Crème Glacée, des Sirops, des Cordials Français, des Gâteaux, des Clarets de la meilleure qualité, des Gelées, etc. »
La première usine de crème glacée en Pennsylvanie en 1851, et la réfrigération industrielle dans les années 1870 rendent la fabrication et la conservation de la crème glacée beaucoup plus simples. La première usine de crème glacée est construite par Jacob Fussell, un marchand de lait qui achète des produits laitiers aux fermiers de Philadelphie et les vend à Baltimore. La production de masse de la crème glacée réduit considérablement le coût du produit, le rendant plus populaire et plus abordable pour les classes inférieures.
En 2024, MINIMAL à Taïwan devient le premier glacier à remporter une étoile Michelin,.

## Aperçu des produits
Le Gelato est un type de crème glacée italienne contenant plus de lait et moins de crème que la crème glacée américaine. Le sorbet est une friandise glacée à base de fruits, de sirop et de glace. Il ne contient ni lait ni crème. Le yaourt glacé est une alternative courante à la crème glacée, faible en matière grasse, avec une texture onctueuse similaire à celle de la crème glacée molle. Tous ces produits glacés peuvent être vendus en cornet à glaces, gobelets, sundaes et milkshakes. Certains glaciers peuvent également vendre des gâteau glacés, des barres glacées et d'autres friandises glacées préemballées. En plus des produits de dessert glacé, certains glaciers modernes vendent également une variété de plats chauds de restauration rapide[réf. nécessaire].

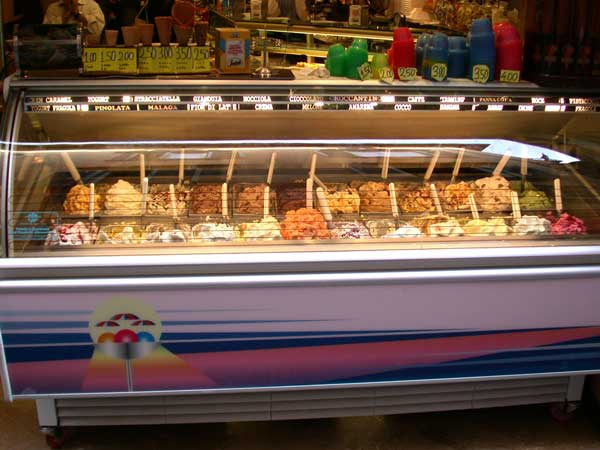
Un glacier italien avec des variétés de gelato (crème glacée)
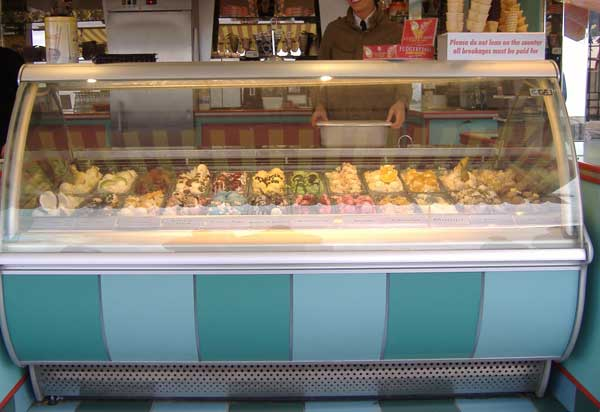
Un glacier anglais avec des variétés de crème glacée traditionnelle

## Types

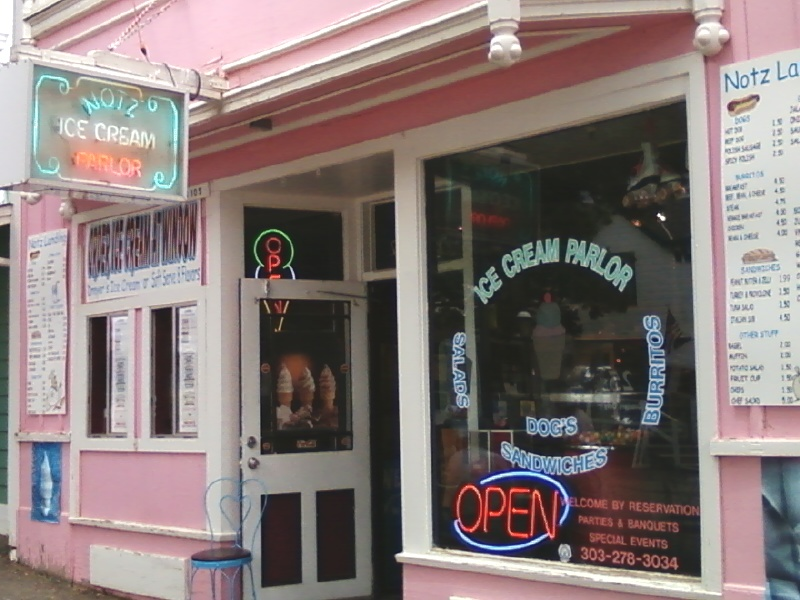
Entrée d'un glacier aux États-Unis

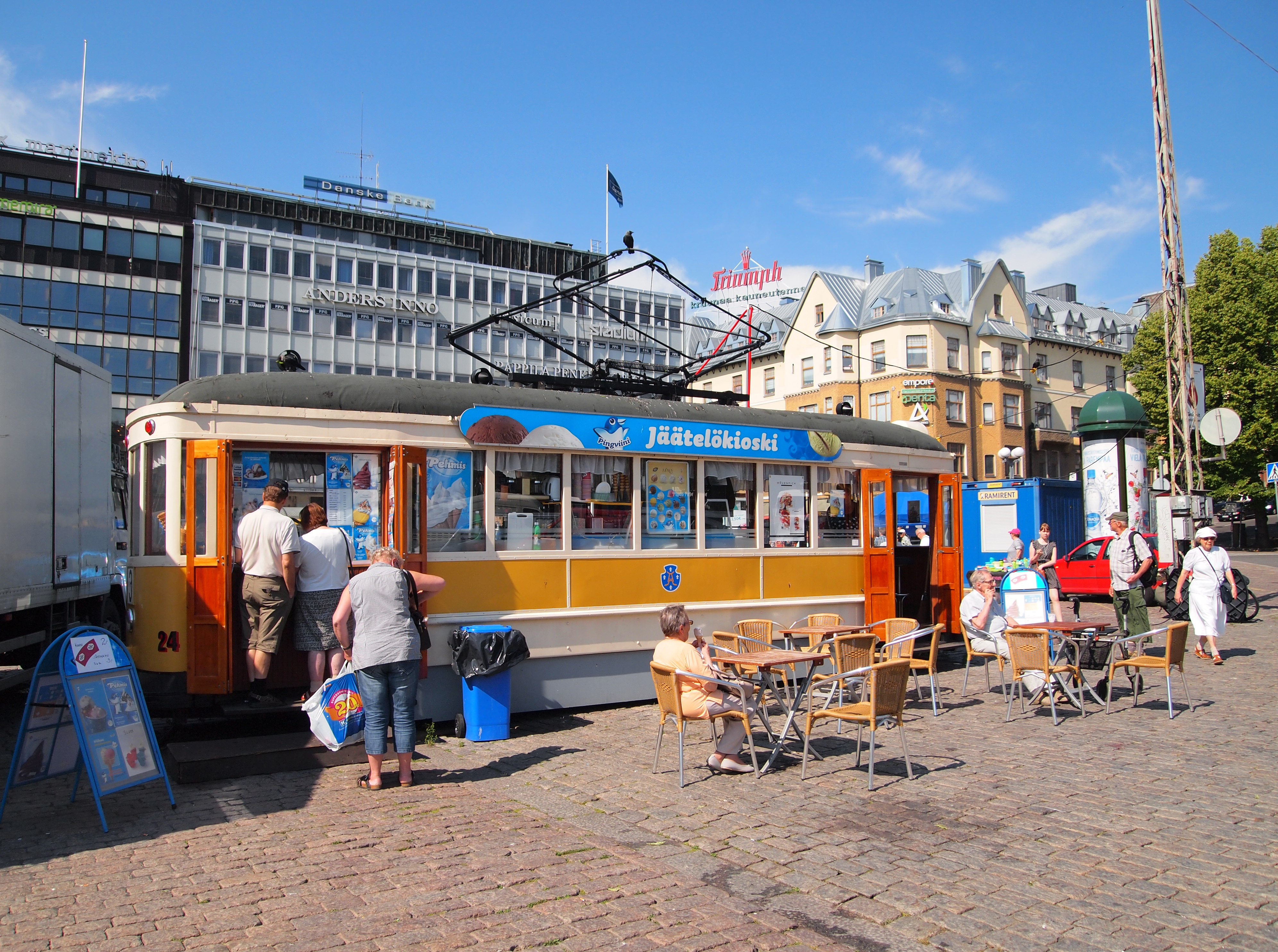
Un kiosque à crème glacée ressemblant à un tramway sur la Place du marché de Turku à Turku, Finlande

Les glaciers varient en termes de taille et d'environnement. Certains ne disposent que d'un guichet de commande et de places assises à l'extérieur, tandis que d'autres possèdent des installations intérieures complètes. Certains glaciers ont des guichets de service au volant. Il existe même des glaciers qui combinent plusieurs de ces méthodes. Certains glaciers restent ouverts toute l'année, généralement dans des endroits au climat plus chaud et dans les zones urbaines, tandis que d'autres, dans des climats plus froids, ne sont ouverts que pendant les mois les plus chauds, notamment de mars à novembre. Par exemple, certains glaciers à Vienne, en Autriche, ferment pendant les mois d'hiver.
Certains glaciers à Moscou, en Russie, proposent des boissons alcoolisées avec la crème glacée.

## Chaînes de glaciers
Comme les glaciers sont situés dans le monde entier, il existe à la fois de petites franchises locales et de grandes entreprises mondiales. Parmi les glaciers mondiaux les plus importants figurent Baskin-Robbins, Ben & Jerry's, Bruster's Ice Cream, Carvel, Cold Stone Creamery, Dairy Queen, Dippin' Dots, Friendly's et Häagen-Dazs. Yogurtland, Yogen Früz et Sweet Frog sont des glaciers de yaourt glacé notables[réf. nécessaire].
Tout comme la taille, le style et la sélection au sein de chaque glacier peuvent différer, sa notoriété peut également varier. Chaque mois de juillet aux États-Unis, en l'honneur du Mois national de la crème glacée, plusieurs publications de premier plan classent la popularité des glaciers à travers les États-Unis. En 2014, Travel + Leisure, National Geographic, Business Insider, Food & Wine et TripAdvisor ont publié leurs classements des meilleurs glaciers[réf. nécessaire].
- Travel + Leisure : America's Best Ice Cream Shops[12]
- National Geographic : Top 10 Places to Eat Ice Cream[13]
- Business Insider : The 10 Best Ice Cream Shops In The US, According To Pinterest Users[14]
- Food & Wine : Best Ice Cream Spots in the U.S.[15]
- TripAdvisor : Best ice cream parlors in the US, ranked by TripAdvisor users[16]